# 't Is stil in Amsterdam
 't Is stil in Amsterdam is een lied geschreven door Ramses Shaffy.
Het chanson stamt uit circa 1957. Hij vertelde dat hij het had geschreven zittend op een bankje op weg van de Oudeschans naar zijn woonhuis aan de Kalkmarkt, beide in Amsterdam. Shaffy zong het toen in zijn eigen cabaretprogramma Shaffy show, dat hij bracht met collega Ria Kuyken, uitgezonden door de AVRO. Shaffy bezong zijn eenzame trektocht door een stil Amsterdam, wanneer hij 's nachts van een uitgaansgelegenheid richting huis gaat. Shaffy was toen nog grotendeels werkzaam als acteur bij de Nederlandse Comedie, pas later ging hij zich meer profileren als zanger. Shaffy was ten tijde van  't Is stil onder de jazzy stijl van Frank Sinatra die hij had horen zingen. De stemming van Sinatra uit One for my baby is dan terug te vinden in  't Is stil in Amsterdam.
Shaffy zou het pas veel later op plaat zetten. Met arrangeur en dirigent Frans Mijts legde hij het voor Philips Records vast op Ramses II, dat in 1966 in mono werd uitgebracht (in 1969 volgde stereo).  't Is stil in Amsterdam werd de opener van de B-kant van de langspeelplaat terwijl een ander lied over Amsterdam (Halleluja Amsterdam) de A-kant afsloot. Bekendste lied van Ramses II werd Sammy.  't Is stil op straat is voor zover bekend nooit op single uitgebracht.
 't Is stil in Amsterdam kwam terug in de titel van een boekwerk van Nico van der Linden over alle liedjes van Shaffy. Tevens werd het gebruikt als finale in de documentaire Ramses, ou est mon prince (2002) van Pieter Fleury. 
In 2024 werd het door een jury gekozen als een van de tien beste liedjes geschreven en gezongen over Amsterdam. De “wedstrijd” was uitgeschreven in het kader van Amsterdam 750 jaar. Juryvoorzitter wethouder Touria Meliani en juryleden Orville Breeveld (namens medeorganisator Concertgebouw, Peter van Brummelen (namens medeorganisator Het Parool), Joris Nassenstein (Concertgebouw), en Elmer moesten daarbij kiezen uit 125 liedjes. Op 29 januari 2025 is het mooiste Amsterdamse lied gekozen. Het lied Aan de Amsterdamse grachten werd deze dag verkozen tot het mooiste lied over Amsterdam. Het lied won met een ruime voorsprong een poll van Het Concertgebouw en Het Parool. Daarin werden 4500 stemmen uitgebracht. Meer dan een kwart, 28 procent, ging naar Aan de Amsterdamse grachten.
Een vergelijkbaar nummer is It's Five O'Clock ("I walk down the empty streets") van Aphrodite's Child medegeschreven door Vangelis.     
1. ↑  Amsterdammers kiezen Aan de Amsterdamse grachten als mooiste nummer over Amsterdam 29 januari 2025, nos.nl. Gearchiveerd op 22 juni 2025.